# جمعان العازمي
جمعان فالح سالم زبن العازمي مواليد دولة الكويت 1956 ، وزير كويتي سابق، ونائب سابق في مجلس الامة الكويتي ، شارك في انتخابات مجلس الأمة الكويتي عام 1992 ونجح بالانتخابات، كما شارك في انتخابات مجلس الأمة الكويتي عام 1996 ونجح بالانتخابات.

## السيرة الذاتية
- وزير الأوقاف سابقا .
- حاصل على الدكتوراه في الشريعة
- حاز عضوية مجلس الامة عام 1992 و 1996.
- رئيس لجنة الزكاة والصدقات - الصباحية .
- حاصل على الدكتوراه في الشريعة.